# 近森克彦
近森 克彦（ちかもり かつひこ、1945年9月24日 - ）は、日本のハンドボール選手。山口県出身。
芝浦工業大学時代の1967年にスウェーデンで開催された世界男子ハンドボール選手権に出場、大学卒業後の大崎電気に所属していた1970年にもフランスで開催された世界選手権に出場した。同じ1970年10月、ハンドボール・ブンデスリーガのHSVハンブルクに移籍し、レギュラーとして1971年までプレーした。帰国後の1972年にはオリンピックの正式種目としてハンドボールが復活したミュンヘンオリンピックにコーチ兼選手として出場した。
引退後は全日本実業団ハンドボール連盟の理事長などをつとめた。